# Ficus danielis
Ficus danielis är en mullbärsväxtart som beskrevs av Armando Dugand. Ficus danielis ingår i släktet fikonsläktet, och familjen mullbärsväxter. Inga underarter finns listade i Catalogue of Life.